# Republicanisme espanyol

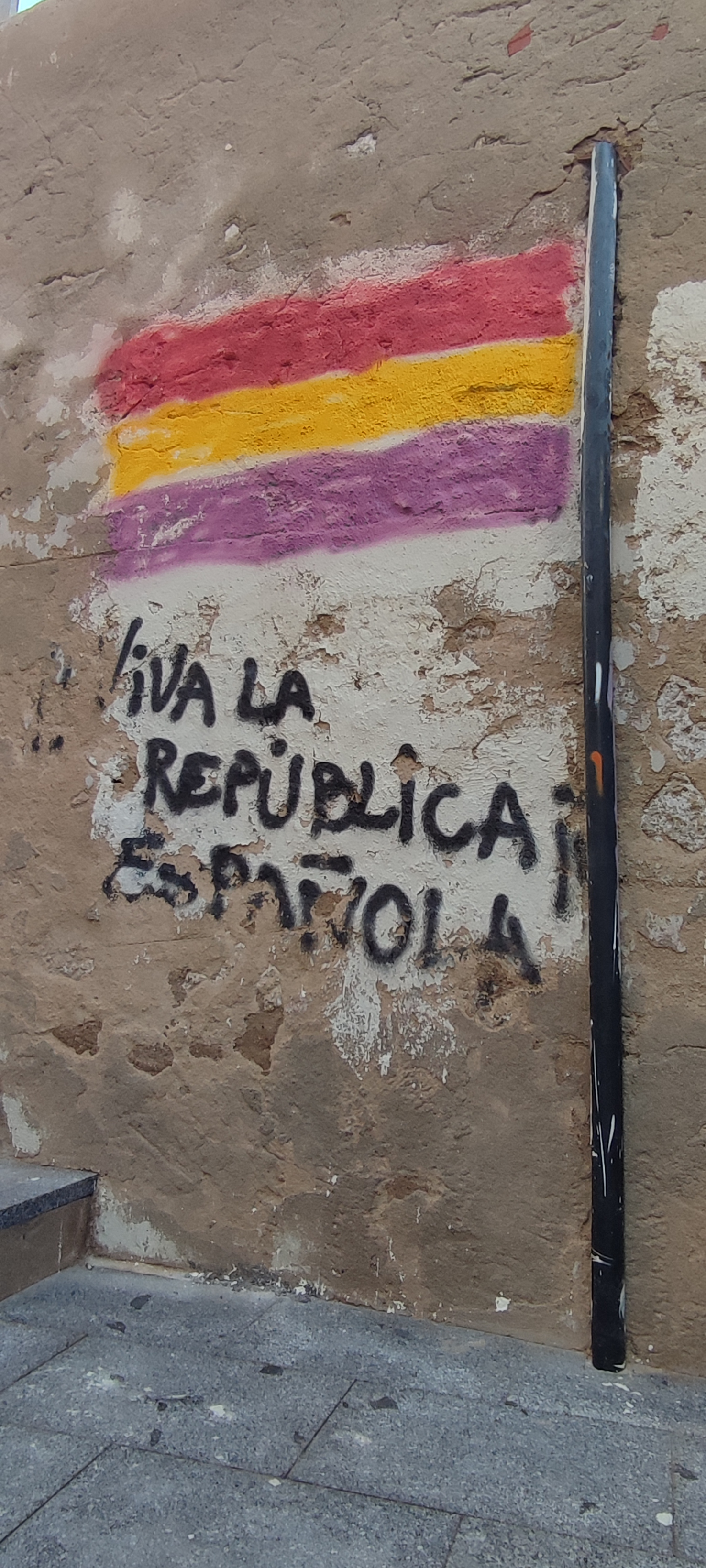
Grafit partidari del republicanisme espanyol a Alacant.

El republicanisme espanyol ha estat un corrent de pensament persistent al llarg dels segles xix, xx i XXI, que s'ha materialitzat en diversos partits polítics de diferent signe al llarg de la història d'Espanya. Si bé aquests moviments han compartit l'objectiu d'establir una República a Espanya, durant aquests tres segles han sorgit diferents corrents segons la forma organitzativa que es volia donar a l'Estat: unitària o centralista o federalista, endemés de corrents independentistes de caràcter republicà als Països Catalans, Galícia o al País Basc.
Malgrat la llarga tradició de republicanisme, Espanya només ha tingut un sistema polític republicà durant dos curts períodes de la història, menys de 10 anys de sistema republicà en la història espanyola. Aquests períodes en què la República va ser la forma de govern de l'Estat espanyol van ser la Primera República Espanyola, entre l'11 de febrer de 1873 i el 29 de desembre de 1874; i la Segona República Espanyola, entre el 14 d'abril de 1931 i l'1 d'abril de 1939.

## Història del republicanisme espanyol
Les arrels del republicanisme a Espanya es troben en el liberalisme, sorgit a partir de la Revolució francesa i les primeres manifestacions de la qual es troben en la Guerra del Francès (1808-1814). Durant el regnat de Ferran VII (1813-1833) es van donar diversos pronunciaments liberals, però no va ser fins al regnat d'Isabel II que van aparèixer els primers moviments clarament antimonàrquics i republicans.

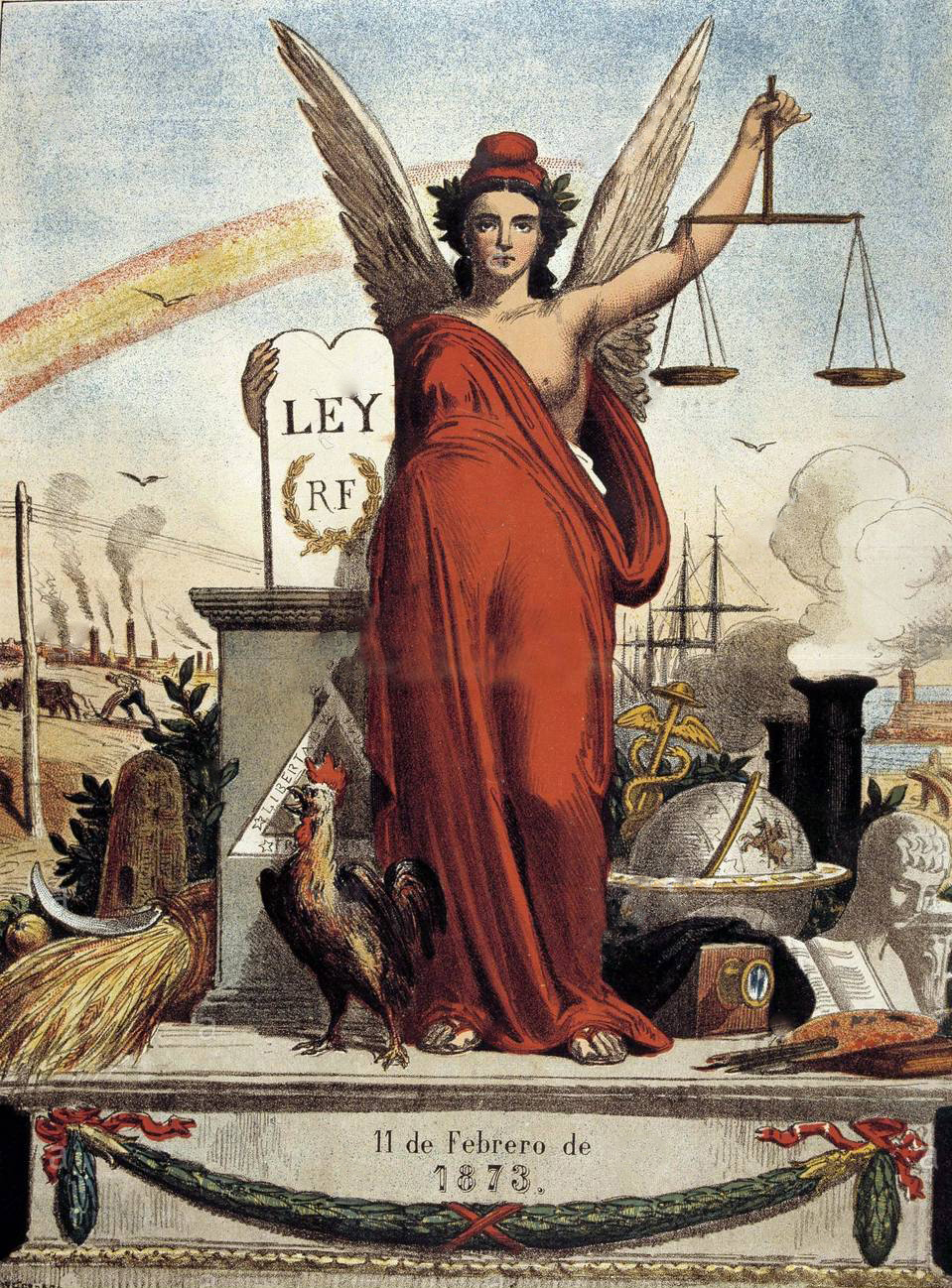
Al·legoria de la Primera República Espanyola, apareguda a la revista "La Flaca".

La Revolució de 1868 va enderrocar Isabel II, però les Corts sorgides de les eleccions de 1869 van donar una majoria monàrquica, que va imposar la cerca d'un nou rei entre les corts reials europees. Aquest nou rei va ser Amadeu I de Savoia, però enmig d'un país profundament inestable, embolicat en diverses guerres (en la tercera Guerra Carlina, deguda a les aspiracions al tron de la branca borbònica carlina; i en la Guerra de Cuba, colònia espanyola que buscava la seva independència), i comptant amb l'oposició dels republicans i de bona part de l'aristocràcia, l'Església i el poble, el rei va abdicar l'11 de febrer de 1873.
Aquest mateix dia de 1873, les Corts van proclamar la Primera República Espanyola. Però la República va ser víctima de la inestabilitat provocada per les guerres i la mateixa divisió entre els republicans. La majoria dels republicans eren federalistes, i de fet es va aprovar que la forma de l'Estat fos la de república democràtica federal, però existia també una tendència unitària. A més, dins dels federalistes existia un sector intransigent (de caràcter confederalista) que es va revoltar en la Revolució Cantonal, finalment aixafada. Mostra de la complicada situació política va ser la successió de quatre presidents en només 11 mesos de República: Francesc Pi i Margall (federalista), Estanislau Figueras (federalista), Nicolás Salmerón (federalista moderat) i Emilio Castelar (unitari), tots ells republicans. El 3 de gener de 1874, el general Manuel Pavía va donar un cop d'estat que va establir una dictadura republicana conservadora al comandament del general Serrano, que al seu torn va ser enderrocat pel pronunciament del general Martínez Campos el 29 de desembre, produint-se la restauració borbònica amb la pujada al tron d'Alfons XII.
Després de la Restauració, van aparèixer diversos partits republicans, com el Partit Demòcrata (després Partit Demòcrata Possibilista (PDP)) de Castelar i el Partit Progressista Demòcrata (després Partit Progressista Republicà Demòcrata) de Cristino Martos Balbi. Però aquests partits, immersos en un sistema de sufragi censatari entre 1878 i 1890, i on imperava el caciquisme, no podien competir amb els dos grans partits dinàstics: el Partit Liberal Conservador de Cánovas i el Partit Liberal de Sagasta. Més tard apareixerien el Partit Republicà Democràtic Federal (PRDF) de Pi i Margall, el Partit Republicà Progressista (PRP) de Manuel Ruiz Zorrilla i Josep Maria Esquerdo i Zaragoza, i el Partit Republicà Centralista de Salmerón, als quals es van afegir diversos diputats republicans independents. Sectors del PDP i del PRP es van fusionar en el Partit Republicà Nacional. En 1898 va néixer la Fusió Republicana, i en 1903 la Unió Republicana (UR), on es va pretendre fusionar tots els corrents republicans. No obstant això, més tard se'n separarien el Partit Republicà Radical d'Alejandro Lerroux i el Partit d'Unió Republicana Autonomista de Vicente Blasco Ibáñez. També va aparèixer el Centre Nacionalista Republicà (CNR) català. Després dels fets de la Setmana Tràgica de Barcelona el 1909, partits republicans i el Partit Socialista Obrer Espanyol (PSOE) van formar la Conjunció Republicano-Socialista, al mateix temps que sectors catalans d'UR, el CNR i el PRDF formaven la Unió Federal Nacionalista Republicana (la major part dels integrants de la qual van passar a formar part el 1917 del Partit Republicà Català). De la Conjunció Republicano-Socialista es va separar el Partido Reformista de Melquiades Álvarez.
A partir de 1917, el règim de la Restauració va entrar en un estat de crisi, que finalment va desembocar en el cop d'estat del Capità General de Catalunya, Miguel Primo de Rivera, qui va establir una dictadura amb el beneplàcit del rei Alfons XIII. Però la crisi d'aquesta dictadura va portar a la dimissió de Primo de Rivera el 1930 i va fer inevitable la caiguda de la monarquia. El 14 d'abril de 1931, després d'unes eleccions municipals en les quals els republicans van guanyar en la majoria de les capitals de província, va ser proclamada la Segona República Espanyola.

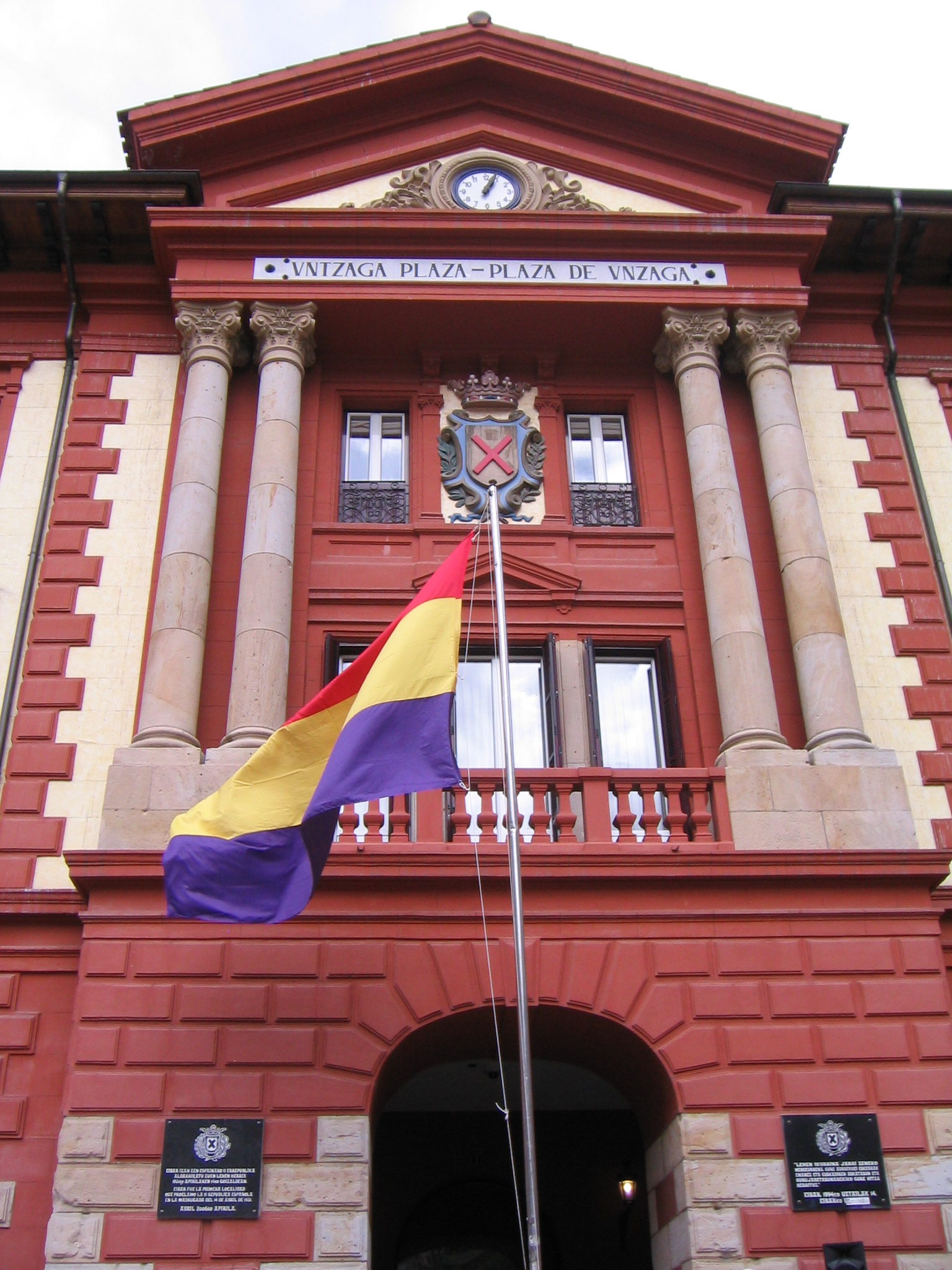
Bandera republicana hissada en el 77è aniversari de la proclamació de la República a Eibar.

La Segona República va adoptar la forma de república unitària, si bé permetia la formació de regions autònomes (al que es van acollir Catalunya, tot i haver proclamat la República Catalana, i País Basc). La república aviat va haver d'enfrontar-se a la polarització política pròpia de l'època, al mateix temps que arreu d'Europa es vivia l'ascens al poder de dictadures totalitàries. El primer President de la República va ser Niceto Alcalá Zamora, de la Dreta Liberal Republicana; mentre que Manuel Azaña, d'Acció Republicana (més tard Izquierda Republicana (IR)) en coalició amb el PSOE, fou el President del Govern després de la victòria esquerrana a les eleccions del 28 de juny. Aquest govern va tractar de realitzar nombroses reformes, com la Llei de Reforma Agrària, per la qual raó el seu govern és conegut com el Bienni Reformista. Va ser el 1931 quan es va estendre també, per primera vegada a Espanya, el sufragi universal a les dones.
Ja en 1932 va tenir lloc un fallit cop d'estat protagonitzat pel general Sanjurjo, mostra de la inestabilitat política del moment. A les eleccions de 1933, va guanyar la Confederació Espanyola de Dretes Autònomes de José María Gil-Robles, seguida del Partit Republicà Radical de Lerroux. La CEDA, que unia diversos partits conservadors i presentava certs tinys de caràcter profeixista, va ser rebutjada per Alcalá Zamora per a presidir el govern, atorgant-li-ho a Lerroux, si bé aquest va integrar al seu govern a diversos ministres de la CEDA. La integració de la CEDA al Govern va ser una de les raons que va motivar la Revolució de 1934, en la qual sectors del PSOE, Unió General de Treballadors (UGT), Confederació Nacional del Treball (CNT) i Partit Comunista d'Espanya (PCE) van protagonitzar una vaga general en el marc de la qual es va intentar l'enderrocament del govern, al mateix temps que Lluís Companys (d'Esquerra Republicana de Catalunya (ERC)), President de la Generalitat de Catalunya, proclamava l'Estat Català dins de la República Federal Espanyola. La violenta repressió de la Revolució, especialment a Astúries, on va prendre especial força, la supressió de l'autonomia catalana i la detenció de nombroses personalitats polítiques d'importància (incloses algunes que no van participar en els fets, com Azaña), van motivar la formació del Front Popular per PSOE, UGT, PCE, Partit Obrer d'Unificació Marxista (POUM), IR, Unió Republicana (UR) i ERC, entre d'altres. El Front Popular va vèncer a les eleccions de 1936, tornant a assumir el govern Manuel Azaña, qui aviat va ser nomenat President de la República després de la destitució d'Alcalá Zamora.
El 17 de juliol de 1936 va començar al Protectorat espanyol al Marroc una revolta militar que va fracassar en un primer moment en el seu propòsit de prendre el poder a tot el país, però que va prendre el control de bona part del territori, la qual cosa va provocar l'esclat de la Guerra Civil Espanyola. Mentre el bàndol republicà va ser abandonat per les democràcies europees, i solament va rebre el suport militar de la Unió de Repúbliques Socialistes Soviètiques, el bàndol revoltat va comptar amb el suport de l'Alemanya nazi i de la Itàlia feixista, la qual cosa va ser determinant per a la victòria final dels revoltats. Francisco Franco va establir una fèrria dictadura que va durar fins a la seva mort en 1975. Si bé Emilio Mola, director de l'Alçament, pretenia establir una dictadura republicana finalment Franco va prendre la forma de regne el 1947, i el 1969 nomenà Joan Carles de Borbó com a successor seu amb títol de Rei, qui pujà al tron a la mort del dictador.

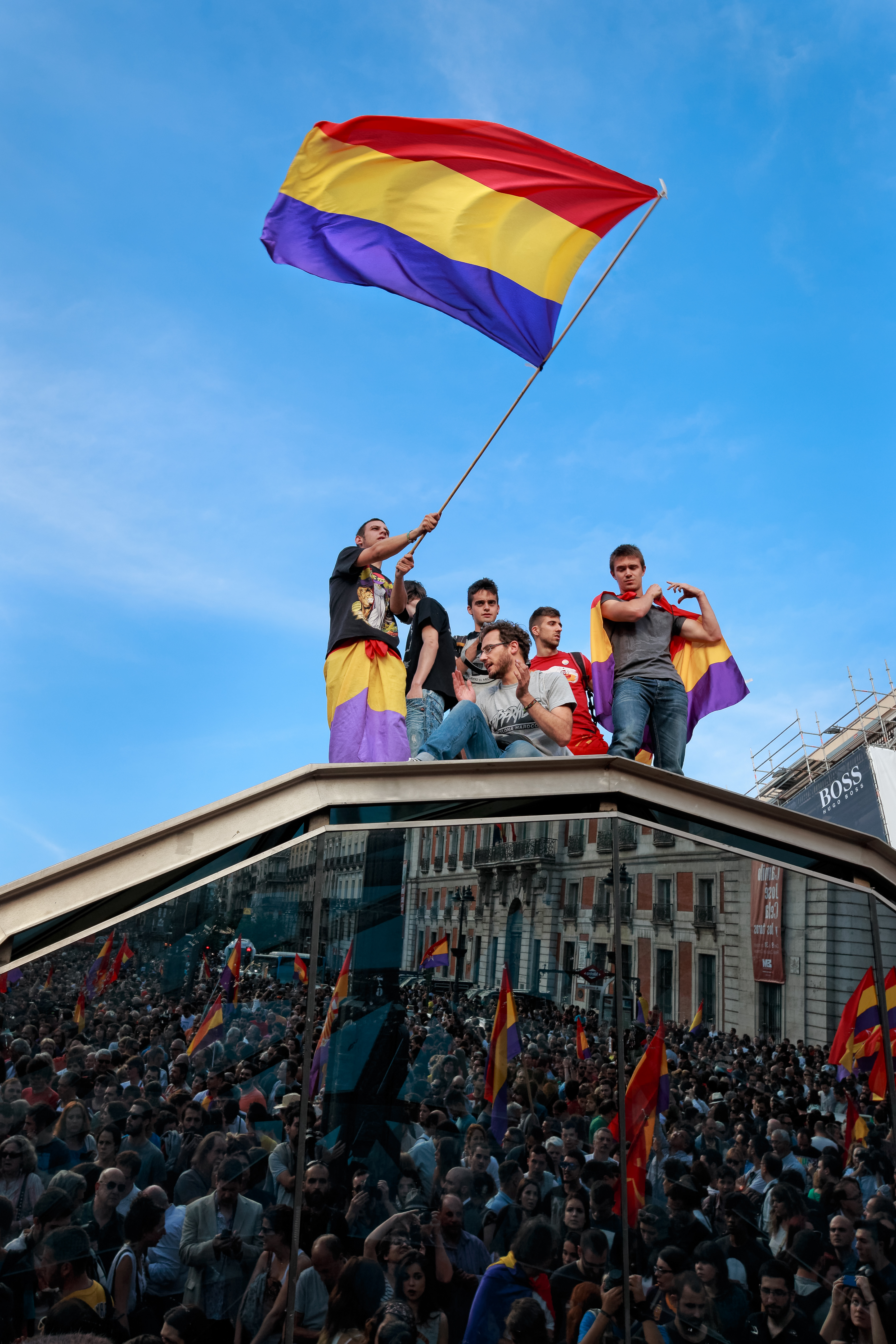
Manifestació republicana a Madrid (2014)

Les forces d'oposició al franquisme van fracassar en els seus intents de provocar la caiguda de Franco, i després de la seva mort van començar un procés de negociació amb el govern que va portar a la Transició Espanyola, en la qual Espanya va recuperar la democràcia, i fou acceptada la monarquia parlamentària com a forma de govern per formacions que anteriorment havien defensat la República, com el PSOE i el PCE. Després de les primeres eleccions generals democràtiques després de la dictadura franquista el 1977, la Presidència i el Govern de la República espanyola en l'exili, establerta des del final de la Guerra Civil, van proclamar oficialment la seva dissolució.
Des de la Transició, no obstant això, el PCE i la coalició de partits en què s'integra, Izquierda Unida, han recuperat la seva reivindicació d'una Tercera República Espanyola, existint també altres partits regionals, nacionalistes i independentistes, de caràcter republicà. Entre l'opinió pública, segons reflecteixen diversos sondejos i enquestes, hi ha també una part significativa de la població espanyola que es declara republicana.

## Símbols del republicanisme espanyol

### Bandera

Bandera d'Espanya durant la Primera República.

Bandera d'Espanya durant la Segona República.

Durant la Primera República Espanyola (1873-1874), inicialment es va mantenir la bandera bicolor, que havia estat la bandera d'Espanya des de 1785, amb la retirada de la corona de l'escut. No obstant això, es van elaborar diferents projectes per substituir la bandera bicolor per una tricolor vermella, blanca i blava, per analogia amb la bandera revolucionària francesa, o per una tricolor vermella, groga y morada.
L'escassa duració de la Primera República impedí el canvi de bandera.
Aquesta última bandera, la tricolor vermella, groga i morada, va anar consolidant-se en les dècades següents com el símbol d'una Espanya republicana, després de la seva adopció pel Partit Federal. És per això que en les manifestacions de celebració de la Proclamació de la Segona República Espanyola, el 14 d'abril de 1931, el poble va enarborar aquesta bandera pels carrers, i va ser aquesta bandera la hissada als ajuntaments dels diferents municipis conforme la República hi anava sent proclamada. Aquesta bandera va ser designada com la bandera oficial espanyola el 27 d'abril de 1931.
Durant la Guerra Civil Espanyola, el bàndol revoltat va tornar a imposar la bandera bicolor el 29 d'agost de 1936 com l'oficial d'Espanya, sent la bicolor la bandera oficial fins a l'actualitat. No obstant això, la gran majoria del moviment republicà espanyol segueix considerant en l'actualitat a la bandera tricolor, vermella, groga i morada, com la bandera republicana espanyola.
El canvi de bandera produït en 1931 obeïa a la voluntat de simbolitzar en ell l'obertura d'una nova etapa a Espanya. En altres països europeus, en produir-se la transformació dels seus països en repúbliques, també es va produir un canvi de bandera, com a França (1794), Portugal (1910) i Alemanya (1919).
Els colors de la bandera republicana espanyola simbolitzaven la Corona d'Aragó (vermell i groc, els colors de la Senyera Reial) i a la Corona de Castella (morat, color associat als comuneros de Castella i símbol també del liberalisme i del republicanisme).

### Himne
| Himne de Riego                                                       |
|                                                                      |
| Himne de Riego en versió instrumental, amb instruments tradicionals. |
|                                                                      |

L'Himne de Riego va ser compost per Josep Melcior Gomis i Colomer, en honor de Rafael de Riego, qui amb el seu pronunciament a Las Cabezas de San Juan el 1820 va provocar la fi momentània de l'Absolutisme a Espanya, mitjançant la restauració de la Constitució espanyola de 1812, donant començament al Trienni Liberal (1820-1823). Va ser declarat himne nacional durant aquest Trienni, i va ser prohibit després de la invasió dels Cent Mil Fills de Sant Lluís que va posar fi a aquest trienni, restaurant el govern absolut de Ferran VII, qui va perseguir als liberals, entre ells Riego, qui va ser penjat en 1823.
L'himne es va convertir en un símbol del liberalisme espanyol, i també fou cantat pels liberals durant la Primera Guerra Carlina. Per això va ser l'escollit per les autoritats de la Segona República Espanyola per convertir-se en l'Himne Nacional en substitució de la Marxa Reial.

### Escut

Escut de la bandera espanyola durant la Primera República (1873-1874).

Escut d'Espanya durant el Govern Provisional (1868-1870) i la Primera República (1873-1874). Durant la Segona República (1931-1939) i la república en l'exili (1939-1977), es va retirar la corona al lleó.

En 1868, la Reial Acadèmia de la Història, a sol·licitud del Govern provisional establert després de la Revolució de 1868, va elaborar l'escut que havia de representar Espanya. Aquest va ser:
| « | "Escut quarterat en creu: primer, de gules i un castell d'or, merletat de tres merlets, i donjonat de tres torres, la del mig més gran; cadascuna també amb tres merlets, el tot d'or, maçonat de sabre i adjurat d'azur; segon, de plata i un lleó de gules, coronat d'or, armat i lampasat del mateix color; tercer, d'or i quatre pals de gules; cambra, de gules i una cadena d'or posada en orla, en creu i en sotuer: entat en punta, de plata i una magrana al natural mostrant els seus grans de gules, sostinguda, tallada i fullada de dues fulles de sinople. Ficades al llit, una a cada costat, les dues columnes d'Hèrcules, de plata, amb la base i el capitell d'or, embolicades amb una llista de gules, carregada amb el Plus ultra d'or." | » |
| — Informe donat al govern provisional sobre l'escut d'armes i atributs de la moneda. Aureliano Fernández-Guerra y Orbe, Cayetano Rosell, Eduardo Saavedra, Salustiano de Olózaga Almandoz. Reial Acadèmia de la Història. Madrid, 6 de novembre de 1868. | |   |

Aquest escut va ser adoptat pel Govern provisional (1868-1870), la Primera República Espanyola i la Segona República Espanyola. Durant els períodes monàrquics posteriors (1870-1873, 1874-1931, 1981-actualitat), no obstant això, s'hi va substituir la corona mural per la reial, i s'ha inclòs el símbol de la casa reial regnant al centre (Savoia en 1870-1873 i Borbó en 1874-1931 i 1975-actualitat).

## Principals partits polítics republicans després de la Transició

### Partits d'àmbit estatal

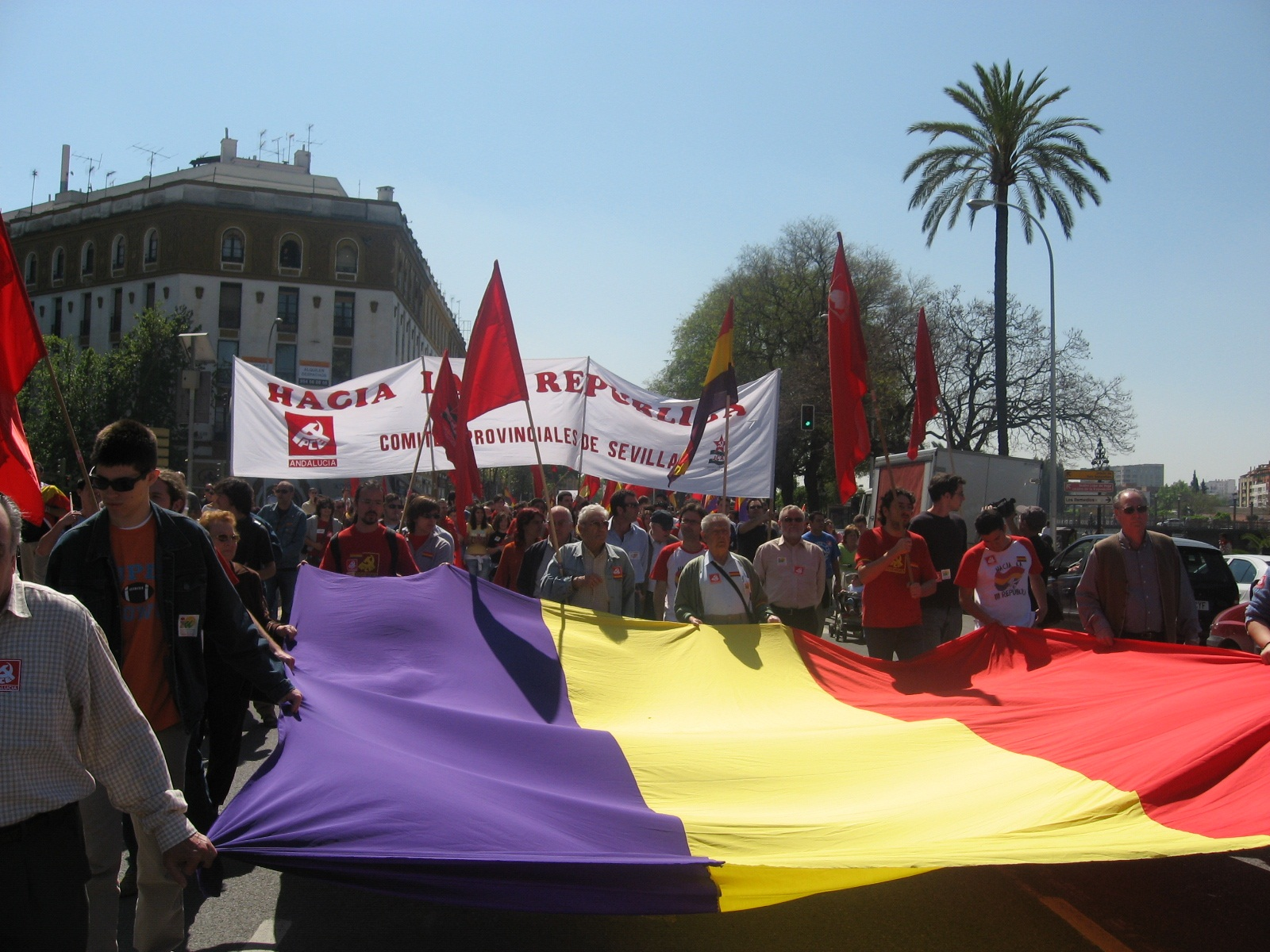
Manifestació per la III República, amb la participació del PCE, el 14 d'abril de 2006 a Sevilla.

Hi ha un gran nombre de partits polítics republicans a nivell estatal. Des de la Transició, tan sols Izquierda Unida, i un dels seus components abans de la seva formació, el Partit Comunista d'Espanya, havien tingut representació parlamentària fins a 2011. En aquest any, a Izquierda Unida es va afegir Equo com a partit estatal amb representació parlamentària i partidari de la forma republicana de govern. El Partit Socialista Obrer Espanyol manté una postura d'escassa intervenció en el debat monarquia-república, amb un cert suport dialèctic a la monarquia alhora que una part de les seves bases es proclamen republicanes.
- Izquierda Unida (IU) és el tercer partit d'Espanya per nombre de vots. Es tracta d'una coalició de partits d'esquerres, entre els quals es troba el Partit Comunista d'Espanya (PCE). En l'article 1 dels seus estatuts, exposa el seu objectiu de transformar gradualment el sistema capitalista econòmic, social i polític, en un sistema socialista democràtic, fonamentat en els principis de justícia, igualtat social, solidaritat, respecte a la naturalesa i organitzat conforme a un Estat de Dret, federal i republicà.[6] Des d'Izquierda Unida i el PCE es reivindica la construcció d'una Tercera República espanyola.[7][8]
- Equo és un partit ecologista que, mitjançant la seva integració en la Coalició Compromís al País Valencià, va aconseguir representació al Congrés dels Diputats després de les eleccions de 2011. Equo advoca per un estat federal, laic i republicà.[9]
- El Partit Socialista Obrer Espanyol (PSOE) és el principal partit de l'esquerra espanyola i el que més anys ha governat des de la Transició (1982-1996, 2004-2011). Malgrat la seva tradició republicana, en l'actualitat no es defineix com a republicà[10] i de fet la monarquia i el seu paper en els darrers anys ha estat elogiada sovint des del PSOE.[11][12][13]

Tanmateix l'organització juvenil del PSOE, les Joventuts Socialistes d'Espanya, sí que defineix les seves idees com a republicanes,
i en les resolucions del 37è Congrés (2004-2008), el PSOE afirmava propugnar un republicanisme cívic.
Els esments al republicanisme van desaparèixer en les resolucions del 38è Congrés, restant únicament el següent esment: "Som hereus de l'esforç modernitzador que va dur a terme la II República i de l'impuls que, en la dècada dels vuitanta, es va donar a l'educació". Enfront d'això, Izquierda Socialista, corrent d'opinió interna del PSOE, va presentar una esmena a la totalitat a la ponència marc del 38è Congrés, en la qual proposaven que el Partit recuperi la seva millor tradició republicana i elabori una estratègia democràtica per aconseguir la República Espanyola.

### Partits d'àmbit autonòmic, nacionalistes o independentistes
Es recullen només els partits que mostrin una actitud favorable al republicanisme i tinguin o hagin tingut representació parlamentària a nivell estatal o autonòmic:
- A Andalusia:
  - El Partit Andalusista (PA) és un partit nacionalista andalús d'esquerres. No es defineix com a republicà,[16] però sí que ho fan les seves joventuts, les Joventuts Andalusistes.[17]

- Als Països Catalans:
  - Esquerra Republicana de Catalunya (ERC) és un partit d'esquerres i republicà que defensa la independència dels Països Catalans i la consecució de la República Catalana.[18]
  - PSM-Entesa Nacionalista és un partit socialista, ecologista i nacionalista de les Illes Balears. Defensa que la Constitució espanyola contempli la possibilitat d'escollir mitjançant una consulta popular vinculant la instauració d'una República.[19]
  - El Bloc Nacionalista Valencià (BLOC) és un partit nacionalista valencià i progressista. Entre els seus objectius hi ha la defensa de la República, com la forma de govern més ajustada als principis democràtics, així com la defensa dels valors republicans.[20]
  - Convergència i Unió (CiU) és una federació de partits polítics nacionalistes catalans de centredreta, composta per Convergència Democràtica de Catalunya (CDC) i Unió Democràtica de Catalunya (UDC). És la coalició de partits que ha romàs més temps al govern de Catalunya (1980-2003, 2010-actualitat). Cap dels dos partits es defineix com a republicà,[21][22] però sí que ho fan llurs joventuts: l'organització juvenil de CDC, la Joventut Nacionalista de Catalunya, exposa entre els seus valors "el republicanisme com a forma de govern";[23] mentre que l'organització juvenil d'UDC, la Unió de Joves, afirma treballar "per una societat construïda amb els valors republicans".[24]
- A Castella i Lleó, Castella-la Manxa, Cantàbria, Comunitat de Madrid i La Rioja:
  - Tierra Comunera (TC) és un partit castellanista i progressista que presenta entre els seus principis ideològics el republicanisme i el federalisme.[25]

- Al País Basc i Navarra:
  - Amaiur és una coalició sobiranista basca d'esquerra abertzale, que diu defensar un projecte "aglutinant, sobiranista, republicà i d'esquerres".[26]
  - Aralar és un partit d'esquerra abertzale que propugna la independència d'Euskal Herria, mitjançant la creació d'una República Federal d'Euskal Herria.[27]
  - Eusko Alkartasuna (EA) és un partit socialdemòcrata i independentista basc. Defensa la creació d'una república basca en un espai europeu unit i sense fronteres dins del projecte federal de l'Europa dels pobles.[28]

També la coalició Europa dels Pobles, que va unir diversos partits regionalistes, nacionalistes o independentistes d'esquerres, va demanar el vot als republicans espanyols i va defensar el republicanisme federal espanyol. Aquesta coalició, formada per a participar en les eleccions al Parlament Europeu, integrava: ERC, EA, Chunta Aragonesista, Partit Socialista d'Andalusia, Andecha Astur, Conceju Nacionaliegu Cántabru i Iniciativa Ciudadana de La Rioja.

## El republicanisme en l'opinió pública
No hi ha estudis del Centre d'Investigacions Sociològiques (CIS) on es pregunti als enquestats sobre la seva preferència de sistema de govern, monàrquic o republicà. Tanmateix, el CIS sí que publica enquestes on s'exposa la valoració que els enquestats fan de la Monarquia, i ocasionalment ha publicat preguntes d'opinió sobre la Monarquia, observant-se un progressiu descens del suport a les opinions monàrquiques. De fet, s'observa una forta caiguda del grau de confiança en la Monarquia, major que en altres institucions, especialment entre els joves (de 18 a 24 anys), els qui la suspenen reiteradament en el CIS des de 2006, i fou suspesa el 2011 per primer cop pel conjunt de la població. L'estudi publicat el 24 de juny de 2004, fins i tot va donar el resultat que el 55% dels espanyols està més aviat d'acord amb l'afirmació que la Monarquia és quelcom superat fa temps.
També són publicades esporàdicament enquestes i sondejos als diais amb qüestions relatives a la Monarquia, i a la filiació monàrquica o republicana dels enquestats, amb un resultat generalment favorable a la Monarquia:
| Data       | Enquesta                                                                                                  | Republicans (%) | Més republicans que monàrquics (%) | Indiferents+NS/NC (%) | Joancarlistes (%) | Més monàrquics que republicans (%) | Monàrquics (%) |
| ---------- | --- | --------------- | ---------------------------------- | --------------------- | ----------------- | ---------------------------------- | -------------- |
| 07/10/1996 | Instituto Opina per a La Vanguardia                                                                       | 9,7%            | 6,2%                               | 37,2%                 | -                 | 11,2%                              | 35,7%          |
| 11/1996    | Metroscopia                                                                                               | 13%             | -                                  | 21%                   | -                 | -                                  | 66%            |
| 1997       | Metroscopia Arxivat 2016-12-20 a Wayback Machine.                                                         | 15%             | -                                  | 20%                   | -                 | -                                  | 65%            |
| 1998       | Metroscopia Arxivat 2016-12-20 a Wayback Machine.                                                         | 11%             | -                                  | 17%                   | -                 | -                                  | 72%            |
| 20/11/2000 | Sigma Dos per a El Mundo                                                                                  | 15,9%           | -                                  | 41,1%                 | -                 | -                                  | 43%            |
| 20/11/2005 | Sigma Dos per a El Mundo                                                                                  | 23,5%           | -                                  | Més del 38%           | -                 | -                                  | 38%            |
| 28/09/2006 | Instituto Opina Arxivat 2007-12-28 a Wayback Machine. per a Cadena Ser                                    | 25%             | -                                  | 10%                   | -                 | -                                  | 65%            |
| 06/10/2007 | Gabinete de Estudios Sociales y Opinión Pública (Gesop) Arxivat 2007-10-23 a Wayback Machine. per a Época | 24,8%           | -                                  | -                     | -                 | -                                  | 50,6%          |
| 11/10/2007 | Metroscopia per a la Fundación Toledo                                                                     | 22%             | -                                  | 9%                    | -                 | -                                  | 69%            |
| 05/01/2008 | Sigma Dos per a El Mundo                                                                                  | 12,8%           | -                                  | 39,9%                 | 14,6%             | -                                  | 28,5%          |
| 15/08/2008 | Sigma Dos per a El Mundo                                                                                  | 16,2%           | -                                  | 57,9%                 | 7%                | -                                  | 15,7%          |
| 06/12/2009 | Metroscopia per a El País                                                                                 | 25%             | -                                  | -                     | -                 | -                                  | 66%            |
| 31/10/2010 | Análisis Sociológicos Económicos y Políticos (ASEP)                                                       | 26%             | -                                  | -                     | -                 | -                                  | 57%            |
| 07/11/2010 | Metroscopia per a El País                                                                                 | 35%             | -                                  | 8%                    | -                 | -                                  | 57%            |
| 14/04/2011 | Metroscopia per a El País                                                                                 | 39%             | -                                  | 10%                   | -                 | -                                  | 48%            |
| 20/06/2011 | Invymark per a La Sexta                                                                                   | 36,8%           | -                                  | 21,1%                 | -                 | -                                  | 42,1%          |
| 12/12/2011 | Invymark per a La Sexta                                                                                   | 37%             | -                                  | 3,7%                  | -                 | -                                  | 59,3%          |
| 18/12/2011 | Metroscopia per a El País                                                                                 | 37%             | -                                  | 14%                   | -                 | -                                  | 49%            |
| 02/01/2012 | Sigma Dos per a El Mundo                                                                                  | 33%             | -                                  | -                     | -                 | -                                  | 60%            |

A partir de 2005, es percep en les enquestes un major suport a la causa republicana entre els joves, havent-hi més republicans que monàrquics entre els enquestats de 18 a 29 anys per al diari El Mundo en 2005.
Malgrat això, les enquestes mostren una bona valoració de la monarquia, la qual cosa no impedeix que segons l'enquesta d'El Mundo d'agost de 2008 al 47,9% dels espanyols els hagués agradat que es pogués haver escollir al Rei Joan Carles, i que el 42,3% pensi que la successió en Felip de Borbó hauria de sotmetre's a plebiscit.
Segons el Publiscopio del diari Público de desembre de 2009, preguntats sobre la Constitució i les seves possibles reformes, el 61% dels enquestats és partidari de reformar-la per poder decidir entre monarquia o república, el que suposa un augment del 3% respecte a les xifres de l'any anterior ofertes pel mateix diari.